# 南黒川
南黒川（みなみくろかわ）は、神奈川県川崎市麻生区にある地名である。住居表示実施済区域。郵便番号は215-0034。丁目を持たない単独町名である。

## 歴史
- 1979年（昭和54年）11月1日 - 黒川駅周辺で黒川第一土地区画整理事業による換地処分と住居表示が実施され、南黒川が新設される[6][5]。

## 世帯数と人口
2025年（令和7年）6月30日現在（川崎市発表）の世帯数と人口は以下の通りである。
| 町丁   | 世帯数  | 人口  |
| ------ | ------- | ----- |
| 南黒川 | 139世帯 | 295人 |

### 人口の変遷
国勢調査による人口の推移。
| 年                 | 人口 |
| ------------------ | ---- |
| 1995年（平成7年）  | 117  |
| 2000年（平成12年） | 188  |
| 2005年（平成17年） | 302  |
| 2010年（平成22年） | 296  |
| 2015年（平成27年） | 253  |
| 2020年（令和2年）  | 291  |

### 世帯数の変遷
国勢調査による世帯数の推移。
| 年                 | 世帯数 |
| ------------------ | ------ |
| 1995年（平成7年）  | 44     |
| 2000年（平成12年） | 65     |
| 2005年（平成17年） | 110    |
| 2010年（平成22年） | 112    |
| 2015年（平成27年） | 106    |
| 2020年（令和2年）  | 143    |

## 学区
市立小・中学校に通う場合、学区は以下の通りとなる（2021年12月時点）。
| 町丁   | 番地 | 小学校                 | 中学校                 |
| ------ | ---- | ---------------------- | ---------------------- |
| 南黒川 | 全域 | 川崎市立はるひ野小学校 | 川崎市立はるひ野中学校 |

## 事業所
2021年（令和3年）現在の経済センサス調査による事業所数と従業員数は以下の通りである。
| 町丁   | 事業所数 | 従業員数 |
| ------ | -------- | -------- |
| 南黒川 | 33事業所 | 991人    |

### 事業者数の変遷
経済センサスによる事業所数の推移。
| 年                 | 事業者数 |
| ------------------ | -------- |
| 2016年（平成28年） | 26       |
| 2021年（令和3年）  | 33       |

#### 従業員数の変遷
経済センサスによる従業員数の推移。
| 年                 | 従業員数 |
| ------------------ | -------- |
| 2016年（平成28年） | 899      |
| 2021年（令和3年）  | 991      |

## 施設
- かわさきマイコンシティ・パート2

南黒川地区、黒川駅周辺に企業団地が造成され、1987年頃より主にコンピュータソフトウェア関連の開発拠点が誘致された。また隣接する栗木地区にも「マイコンシティ・パート1」と称し企業団地が造成されている。
- フォレストモール川崎黒川

## その他

### 日本郵便
- 郵便番号 : 215-0034[3]（集配局：麻生郵便局[17]）

### 警察
町内の警察の管轄区域は以下の通りである。
| 町丁   | 番・番地等 | 警察署     | 交番・駐在所 |
| ------ | ---------- | ---------- | ------------ |
| 南黒川 | 全域       | 麻生警察署 | 栗平駅前交番 |